# Staffan Schmidt
Staffan Måtte Schmidt, född 14 september 1942 i Göteborg, är en svensk journalist. 
Schmidt tog studenten på Hvitfeldtska gymnasiet 1964. Schmidt hade tidigare en karriär som medlem i gruppen Gothlands Får, som turnerade flitigt runt landet. Deras musik liknade till viss del Hootenanny Singers. Han var anställd på Club 33/Vingresor i bland annat Spanien och Sverige mellan 1965 och 1973. 1973–2003 arbetade han på Sveriges Radio och SVT bland annat som hallåman och programledare, vid Sveriges Radio (SR) för bland annat Radioapparaten, Plattform och Dansbandsdags. Han var bland annat programledare för TV-programmet Måndagsbörsen.
Schmidt var programledare/sändningsledare för nattradion när Olof Palme mördades.
Från 2003 är han egen företagare i Staffan Schmidt Media AB som utbildar i medie- och krishantering på ledarskapsnivå. Han är sedan 1989 gift med Kristina, född Wikström.